# Doug Shierson Racing
Doug Shierson Racing – były amerykański zespół wyścigowy, założony w 1982 roku przez Douga Shiersona. W historii startów ekipa pojawiała się w stawce Formuły 5000, CART Indy Car World Series oraz Indianapolis 500. Po 1990 roku, po stracie sponsora Domino’s Pizza, Shierson podejmował próby ratowania zespołu, co doprowadziło do podpisania umowy z Vince Granatellim i do zmiany nazwy zespołu na UNO/Granatelli Racing. Jednak ostatecznie w 1991 roku zespół został rozwiązany.

## Kierowcy w CART

### Doug Shierson Racing
- Howdy Holmes (1982-1983)
- Danny Sullivan (1984)
- Al Unser Jr. (1985-1987)
- Raúl Boesel (1988-1989)
- Arie Luyendyk (1990)
- Scott Goodyear (1990)

### UNO/Grantelli Racing
- Arie Luyendyk (1991)